# Holmsjö
Holmsjö – miejscowość (tätort) w Szwecji, w regionie administracyjnym (län) Blekinge (gmina Karlskrona).
W 2015 roku Holmsjö liczyło 370 mieszkańców.

## Położenie
Położona w prowincji historycznej (landskap) Blekinge, ok. 30 km na północ od Karlskrony przy drodze krajowej nr 28 i linii kolejowej Kust till kust-banan (Kalmar/Karlskrona – Göteborg).

## Demografia
Liczba ludności tätortu Holmsjö w latach 1960–2015:

## Osoby związane z Holmsjö
- Martin Hansson, międzynarodowy sędzia piłkarski